# Episodi di Seven Days (terza stagione)
La terza e ultima stagione della serie televisiva Seven Days, composta da 22 episodi, è stata trasmessa negli Stati Uniti dal canale UPN dall'11 ottobre 2000 al 29 maggio 2001.
In Italia è andata in onda su Rai 2 dal 19 giugno 2003 al 1º agosto 2003.
| nº | Titolo originale          | Titolo italiano         | Prima TV USA     | Prima TV Italia |
| -- | ------------------------- | ----------------------- | ---------------- | --------------- |
| 1  | Stairway to Heaven        | Autostrada per il cielo | 11 ottobre 2000  | 19 giugno 2003  |
| 2  | Peacekeepers              | Tutori di pace          | 18 ottobre 2000  | 20 giugno 2003  |
| 3  | Rhino                     | Rhino                   | 25 ottobre 2000  | 23 giugno 2003  |
| 4  | The Dunwych Madness       | La follia di Dunwych    | 1º novembre 2000 | 24 giugno 2003  |
| 5  | Olga's Excellent Vacation | Una vacanza movimentata | 8 novembre 2000  | 25 giugno 2003  |
| 6  | Deloris Demands           | Caccia al tesoro        | 15 novembre 2000 | 26 giugno 2003  |
| 7  | The Fire Last Time        | Viaggio nella memoria   | 22 novembre 2000 | 27 giugno 2003  |
| 8  | Tracker                   | Vendetta                | 20 dicembre 2000 | 30 giugno 2003  |
| 9  | Top Dog                   | Il direttore Ramsey     | 3 gennaio 2001   | 1º luglio 2003  |
| 10 | Adam & Eve & Adam         | I sopravvissuti         | 10 gennaio 2001  | 2 luglio 2003   |
| 11 | Head Case                 | Alto tradimento         | 31 gennaio 2001  | 3 luglio 2003   |
| 12 | Raven                     | Raven                   | 7 febbraio 2001  | 4 luglio 2003   |
| 13 | The First Freshman        | Sorvegliata speciale    | 14 febbraio 2001 | 7 luglio 2003   |
| 14 | Revelation                | Apocalisse              | 21 febbraio 2001 | 8 luglio 2003   |
| 15 | Crystal Blue Persuasion   | Contatti pericolosi     | 28 febbraio 2001 | 9 luglio 2003   |
| 16 | Empty Quiver              | Premonizioni            | 21 marzo 2001    | 10 luglio 2003  |
| 17 | Kansas                    | Come in uno specchio    | 28 marzo 2001    | 11 luglio 2003  |
| 18 | The Final Countdown       | Ultimo countdown        | 4 aprile 2001    | 28 luglio 2003  |
| 19 | The Brink                 | Stelle nemiche          | 8 maggio 2001    | 29 luglio 2003  |
| 20 | Sugar Mountain            | Arma letale             | 15 maggio 2001   | 30 luglio 2003  |
| 21 | Born in the USSR          | Il tradimento di Olga   | 22 maggio 2001   | 31 luglio 2003  |
| 22 | Live: from Death Row      | Incantesimo             | 29 maggio 2001   | 1º agosto 2003  |